# Matthew Arnold
Matthew Arnold (Laleham, Middlesex, 24 de diciembre de 1822–Liverpool, 15 de abril de 1888) fue un poeta, crítico y teólogo inglés que también trabajó como inspector escolar. Era hijo del afamado director de la Escuela de Rugby Thomas Arnold, a quien homenajeó Thomas Hughes en su novela Tom Brown's Schooldays (1857). Su hermano Tom Arnold fue el abuelo de Aldous Huxley y Julian Huxley.

## Vida y carrera

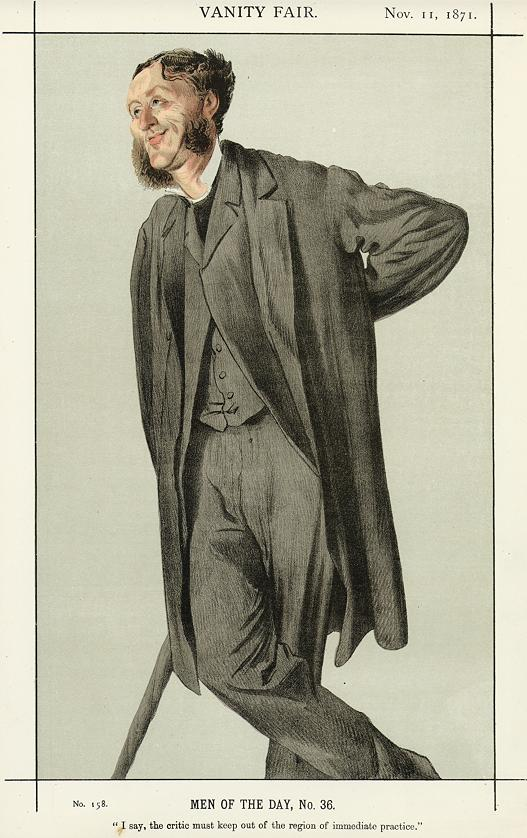
Dibujo de Matthew Arnold

Matthew Arnold nació en Laleham, Middlesex. Empezó sus estudios en Rugby (1837) y luego en el Balliol College de Oxford, donde ganó el Premio Newdigate con su poema Cromwell (1843); se graduó con honores de segunda clase en 1844 y se hizo fellow del Oriel College al año siguiente, en 1845. Por su alma mater conservó siempre Arnold un afecto apasionado; era el Oxford renovado espiritualmente por el círculo del futuro cardenal católico John Henry Newman, aunque su religiosidad siempre fue tan liberal como la de su padre Thomas. Más tarde (1847) fue secretario privado de lord Lansdowne, presidente del Consejo, gracias a cuyo influjo fue nombrado en 1851 inspector escolar, ingresos que necesitaba porque en ese mismo año se había casado con Frances Lucy Wightman. Mantuvo este cargo hasta dos años antes de su muerte, si bien había solicitado infructuosamente el de bibliotecario en la Cámara de los Comunes en 1867. Se debía que las tareas de inspección le obligaban a mantener interminables viajes por todas las provincias británicas e incluso varias veces fue comisionado por el gobierno para investigar el estado de la educación en Francia, Alemania, Holanda y Suiza. Dos de sus informes sobre escuelas en el extranjero se reimprimieron como libros, y los anuales sobre escuelas domésticas, escritos con su habitual prosa culta y elegante, atraían la curiosidad de los burócratas.
En 1849 había publicado, bajo la inicial A., su primer libro de poesía, The Strayed Reveller and Other Poems / El calavera extraviado y otros poemas, que pronto retiró del mercado; algunos de los poemas, sin embargo, incluyendo "Mycerinus / Micerino" y "The Forsaken Merman / El tritón abandonado", de asunto legendario y muy apreciado por Tennyson, se reeditaron después, y lo mismo puede decirse de su siguiente libro, también bajo el nombre de "A.", Empedocles on Etna and other poems / Empédocles en el Etna y otros poemas (1852), con "Tristram and Iseult / Tristán e Iseo". Solo en 1853 publicó una antología de esos libros con su propio nombre. El prólogo es significativo de la orientación que dio a su crítica literaria: insistía en las virtudes clásicas de la unidad, la impersonalidad, la universalidad y la construcción arquitectónica, así como en el valor de las obras maestras clásicas como modelos para "una era de incomodidad espiritual" y "carente de grandeza moral”. Siguieron otras ediciones y Merope, una tragedia clásica que apareció en 1858; su última gran colección lírica fue New Poems (1867), y tras esa fecha escribió ya muy poco en el género. 
Basil Willey estima que una gran parte del verso de Arnold no resistía la prueba de sus propios criterios: "lejos de ser clásico, impersonal, sereno y grandioso, a menudo es íntimo, personal, lleno de arrepentimiento romántico, pesimismo sentimental y nostalgia. Como personaje público y social y como escritor en prosa, Arnold era alegre, elegante y optimista; pero por debajo marchaba la corriente de su vida subterránea":
Desde las profundidades soterradas del alma hasta lo alto, / como de una tierra infinitamente distante, / acuden aires y ecos flotantes, y transmiten / melancolía para todo el día.
"Tengo más de treinta años", le escribió a un amigo en 1853, "y tres partes de ellos se helaron". El impulso de escribir poesía le venía siempre cuando "se dispara un rayo en algún lugar interno, / y un pulso extraviado de sentimiento se agita de nuevo". Afloran el pesar por la juventud perdida, la tentación de la frescura del mundo primitivo, los estados de autocompasión y de anhelo por "las colinas donde su vida se alzó / hacia donde el mar va". En esta línea de soliloquio o confesión íntima, a veces puede elevarse, como en "Sohrab y Rustum", a la severidad épica y a la personificación, o al monólogo dramático; a la alta meditación, como en "Dover Beach"; y a una magnificencia y riqueza sostenidas, como en "The Scholar Gipsy" y "Thyrsis", donde salva una intrincada forma métrica con éxito.
En 1857, asistido por el voto de su padrino (y predecesor) John Keble, Arnold fue nombrado catedrático de poesía en Oxford, un honor que le distinguió durante diez años, aunque no le reportaba mucho dinero. Debió satisfacerlo íntimamente, ya que nunca había destacado como estudiante y aún luchaba por hacerse un nombre como poeta. Dictó allí las conferencias "Sobre el elemento moderno en la literatura" (donde "moderno" significa no solo "contemporáneo", porque Grecia era "moderna", sino el espíritu que, contemplando el vasto y complejo espectáculo de la vida, ansía la liberación moral e intelectual), y las tres conferencias On Translating Homer (1861), en que recomendó la sencillez y nobleza de Homero como medicina para el mundo moderno y condenó la reciente traducción de Francis Newman como ignorante y excéntrica. Menos importancia tuvieron las publicadas como Sobre el estudio de la literatura celta (1867), donde, sin gran conocimiento sobre la materia, identificó el espíritu de su literatura con el gusto contra el despotismo de lo común y lo utilitario: 
Lo que nos amenaza, mucho menos que la impotencia de nuestra aristocracia o la rudeza de nuestra clase baja, es lo que yo llamo el "filisteísmo" de nuestra clase media (M. Arnold, El estudio de la literatura celta, 1867)
La tarea de la crítica era, pues, "un esfuerzo desinteresado para dar a conocer y propagar lo mejor de aquello que los hombres saben y piensan en el mundo entero". Denunciaba además en sus obras críticas el aldeanismo británico y reclamaba para la crítica británica un método contextual que tuviera en cuenta otras artes y culturas. Para él, el crítico literario inglés debía conocer idiomas y literaturas distintas a las suyas y estar en contacto con los estándares europeos. Esta última línea de pensamiento que desarrolla Arnold en el segundo ensayo de Influencia literaria de las academias, centrado en "la nota del provincianismo en la literatura inglesa causado por la lejanía de un "centro" de conocimiento y gusto correctos". En una era de filisteísmo y credos desmoronados, la poesía tendrá que reemplazar a la religión. Cada vez más "recurriremos a la poesía para interpretar la vida para nosotros, para consolarnos, para sostenernos" y hará falta saberla distinguir bien en sus "piedras de toque".
Escribió la mayor parte de su obra más conocida antes de alcanzar los cuarenta años, después de lo cual se volcó en la crítica literaria y la teología. Sus principales escritos son, en poesía, Poems (1853), que contiene "Sohrab and Rustum", un epilio persa de sabor homérico, y "The Scholar Gypsy / El estudiante gitano", donde rememora su época oxoniense; Poems, segunda serie (1855), que contiene "Balder Dead / Balder muerto", otro epilio que recurre esta vez a la mitología escandinava; Merope (1858), una tragedia clásica que cuenta la venganza de Épito contra Polifonte por haber matado a su padre, rey de Mesenia; New Poems (1867), que contiene "Thyrsis", una elegía de estructura pastoril a la muerte de su amigo Arthur Hugh Clough que incluye una deleitosa descripción del paraje de Oxford, "A Southern Night", "Rugby Chapel" y "The Weary Titan". En prosa escribió On Translating Homer (1861 y 1862), On the Study of Celtic Literature (1867), Essays in Celtic Literature (1868), Essays in Criticism, 2.nd Series (1888), Culture and Anarchy (1869), St. Paul and Protestantism (1870), Friendship's Garland (1871), Literature and Dogma (1873), God and the Bible (1875), Last Essays on Church and Religion (1877), Mixed Essays (1879), Irish Essays (1882) y Discourses in America (1885). También escribió algunas obras sobre el estado de la educación en la Europa continental.
En 1883 recibió una pensión de 250 libras. Y, aunque nunca se libró de sus problemas económicos (incluyendo las deudas de juego de su hijo), se marchó ese mismo año a Estados Unidos, para dar una serie de conferencias. Allí su hija se enamoró y se casó con un estadounidense. Cinco años después, en la primavera de 1888, cuando se apresuraba para recibir a su hija y su nueva nieta en el puerto de Liverpool, sufrió un ataque al corazón. Fue enterrado en el cementerio de All Saints, Laleham, Middlesex, junto a los tres hijos cuya pérdida temprana había ensombrecido su vida. Su sobrina (hija de su hermano menor Thomas), Mary Augusta Arnold, fue novelista bajo el nombre de casada de Mrs. Humphry Ward. También existe una escuela que ha recibido su nombre en el área Dingle de Liverpool.

## Escritos: poesía y prosa
Arnold escribió durante el época victoriana (1837–1901), y a veces es considerado el tercer gran poeta victoriano, después de Alfred Tennyson y Robert Browning. El propio Arnold era muy consciente de su lugar en la poesía, y en una carta de 1869 a su madre, discutió los méritos de su obra y de sus dos más famosos pares:
Mis poemas representan, en conjunto, el movimiento principal del espíritu del último cuarto de siglo y, por tanto, probablemente tengan su día a medida que la gente vaya reparando en lo que ha sido ese movimiento espiritual y se interese en las producciones literarias que lo reflejan. Puede señalarse que tengo una sensibilidad poética menor que Tennyson, y menos vigor intelectual y abundancia que Browning. Aun así, como yo soy más bien una fusión de ambos que uno solo de ellos y he aplicado esa fusión más regularmente en la dirección principal del desarrollo moderno, es muy probable que alcance a tener mi momento tal como ellos han tenido el suyo.
Señala Robert Barnard que a Matthew Arnold le costaba implicarse personalmente. "El elemento moral era para Arnold sustancial en su lírica en una época, la victoriana, en la que el hundimiento de la fe atormentaba a los escritores. Definió la poesía como "una crítica de la vida, según las condiciones que las leyes de la verdad poética y la belleza han fijado para tal crítica". El poeta debe responder a la pregunta de cómo hay que vivir. Pero la frialdad de su intelecto es la nota dominante, aunque ese defecto se transforma en una virtud cuando aborda la poesía de tema filosófico, ya que su sensibilidad espiritual había sido ampliamente cultivada con el estudio. Su poema de 1867 Dover Beach / La playa de Dover, que describe un mundo dantesco en el que han retrocedido las viejas verdades religiosas, a veces es señalado como un ejemplo temprano, quizá el primero, de la sensibilidad modernista, y otros lo consideran su mejor obra puramente lírica. En sus Stanzas from the Grande Chartreuse / Estrofas desde la Grande Chartreuse, Arnold se siente
Perdido entre dos mundos, uno muerto / el otro incapaz de nacer
En un famoso prefacio a una selección de poemas de William Wordsworth, Arnold se identificó, un poco irónicamente, como un wordsworthiano. La influencia de Wordsworth, tanto en las ideas como en la dicción, está presente, sin duda alguna, en la mejor poesía de Arnold. Se hizo famoso su soneto sobre Shakespeare, donde acierta al describir su obra: "Otros se amoldan a nuestra pregunta: tú eres libre", o define la poesía de Byron: "Nos enseñó poco, pero retumbó como un trueno en nuestra alma"; asimismo, percibe "la capacidad sanadora de Wordsworth".
Algunos consideran a Arnold el puente entre el Romanticismo y el Modernismo, esto es, un postromántico. Su uso de paisajes simbólicos era típico de los románticos, mientras que su perspectiva escéptica y pesimista y su carácter pensativo es propio de la Edad Moderna. La tendencia racionalista de algunos de sus escritos ofendía a muchos lectores, y se puso en duda su capacidad como erudito para tratar algunos de los temas que manejaba; pero sin duda alguna ejerció una estimulante influencia en su época; sus escritos se caracterizan por su fina cultura, el alto propósito, la sinceridad y un estilo distinguido, y mucha de su poesía posee una exquisita y sutil belleza, aunque aquí también se ha dudado de si la alta cultura y el amplio conocimiento de la poesía que ostentaba Arnold no reemplazaban a veces al verdadero fuego poético. Henry James escribió que la poesía de Matthew Arnold resultaría atractiva a aquellos "de gustos raros" y a quienes gustan oír al poeta "respirar".
Aunque la poesía de Arnold recibió solo atención durante su vida y con críticas ambiguas, sus incursiones en la crítica literaria tuvieron más éxito. Arnold es famoso por introducir una metodología en la crítica literaria inglesa a través de sus Essays in Criticism / Ensayos de crítica (1865, 1888), que han influido en los críticos ingleses hasta el día de hoy. Trata en ellos de los hermanos Maurice y Eugénie de Guérin, de Heinrich Heine, Joubert, Spinoza, Marco Aurelio, Tolstoi, Amiel, Milton, Gray, Keats, Wordsworth, Byron y Shelley. Arnold creía que existían reglas científicas para una aproximación objetiva en la crítica literaria, y argumentaba que estas reglas debían seguirlas todos los críticos.
La crítica literaria le llevó a una crítica más amplia del Zeitgeist o espíritu de su época. Entre 1867 y 1869 escribió Culture and Anarchy / Cultura y anarquía, un ensayo famoso por los términos con que dividió en tres estamentos culturales, morales y espirituales a la era victoriana: "filisteos", una palabra que recibe de este autor su significado cultural moderno (en idioma inglés, porque en alemán ya estaba bien asentado) de clase media comercial, materialista, descreída, enérgica pero sin apenas dulzura e ilustración; "bárbaros" (aristocracia de alto espíritu, serenidad y modales distinguidos, pero inaccesible a las ideas) y "populacho" basto, rudo, necio, ciego y sin sensibilidad. En su época, dominada por el filisteísmo, señalaba Arnold la necesidad de educarlos antes que a los otros. Afirma Willey que este ensayo es "una obra maestra del ridículo, así como un análisis exhaustivo de la sociedad victoriana". Por otra parte, señala B. Ifor Evans que Arnold
Trajo a la crítica inglesa del siglo XIX todos los recursos de su poderoso intelecto. Ve a los ingleses como nación de "filisteos", dominada en la religión por un dogma estrecho, en la conducta por un código moral petrificado y con un gusto literario totalmente superficial; no sigue el ataque hasta sus conclusiones lógicas, y el valor del mismo varía. En religión sus puntos de vista tienen sombría morbidez, pero cuando habla de literatura trata, por vez primera en el siglo, de desarrollar normas que puedan servir para juzgar a las obras de arte. Contra la insularidad de su tiempo trae una perspectiva europea, y su estilo, con su don feliz para la definición y para la invención de frases justas y memorables, hace más atrayente aún su pensamiento.

## Traducciones al español
En España se han publicado dos antologías con poesías suyas:
- Poesía y poetas ingleses, Espasa-Calpe, S.A., ISBN 84-239-0989-1
- Antología, Ed. Alberto Corazón, 1976. ISBN 84-7053-170-0